# Chrysodeixis chalsytis
Chrysodeixis chalsytis är en fjärilsart som beskrevs av Jacob Hübner 1802. Chrysodeixis chalsytis ingår i släktet Chrysodeixis och familjen nattflyn. Inga underarter finns listade i Catalogue of Life.